# Decapauropus trichosphaera
Decapauropus trichosphaera är en mångfotingart som beskrevs av Walter Hüther 1982. Decapauropus trichosphaera ingår i släktet Decapauropus och familjen fåfotingar. Inga underarter finns listade i Catalogue of Life.